# 後藤昭
後藤 昭（ごとう あきら、1950年11月17日 - ）は、日本の法学者（刑事訴訟法）。法学博士（論文博士・1983年）。一橋大学教授、青山学院大学教授を経て、一橋大学名誉教授、青山学院大学名誉教授。日本刑法学会理事、法と心理学会理事長、法科大学院協会常務理事、臨床法学教育学会理事長。元弁護士。

## 人物
東京都出身。東京都立新宿高等学校を経て、1969年一橋大学法学部入学。大学在学中に旧司法試験に合格し、弁護士活動をした後、1981年千葉大学助手に就任し、研究活動に入る。1983年東京大学大学院法学政治学研究科博士課程修了（法学博士）。一橋大学では刑事訴訟法講座初代教授の鴨良弼に、東京大学大学院では松尾浩也及び平野龍一に師事。
一橋大学法科大学院の創設に尽力。2004年初代の大学院法学研究科法務専攻長（法科大学院長）に就任。指導学生に緑大輔一橋大教授、笹倉香奈甲南大教授などがいる。

## 略歴
- 1969年 東京都立新宿高等学校卒業[3]
- 1973年 一橋大学法学部卒業[4]、最高裁判所司法研修所司法修習生[3]
- 1975年 司法修習修了（第27期）[4]
- 1976年 弁護士登録（東京弁護士会）[3][4]
- 1981年 千葉大学法経学部助手（文部教官） 就任
- 1983年 東京大学大学院法学政治学研究科博士課程修了、法学博士[4]
学位論文「刑事控訴立法史の研究―控訴審構造論の再検討のために―」
- 1984年 千葉大学法経学部助教授（文部教官） 昇格[4]
- 1992年 千葉大学法経学部教授（文部教官） 昇格[5]
- 1995年 一橋大学法学部教授[4]、千葉県弁護士会綱紀委員会参与員[3]
- 1999年 一橋大学大学院法学研究科公共関係法教授（文部教官） に配置換え
- 2000年 法と心理学会副理事長[3]、法務省司法試験考査委員（刑事訴訟法担当）[5]
- 2001年 一橋大学評議員[3]
- 2004年 一橋大学大学院法学研究科法務専攻教授 兼 法科大学院長（2007年3月まで）[4]
- 2006年 法と心理学会理事長[3]、日本学術会議連携会員[3]
- 2007年 参議院法務委員会調査室客員研究員[5]、東京都立府中病院倫理委員会委員[3]
- 2009年 第一東京弁護士会懲戒委員会委員[3]
- 2010年 検察の在り方検討会議委員[5]
- 2011年 法務省法制審議会新時代の刑事司法制度特別部会委員[6]
- 2012年 臨床法学教育学会理事長[3]
- 2014年 定年退職、一橋大学名誉教授[3]、青山学院大学法務研究科教授[4]、法科大学院協会副理事長[5]、法律時報編集委員[3]
- 2015年 日弁連法務研究財団評価委員会委員長[7]、日弁連法務研究財団常務理事、法科大学院認証評価委員会委員長[3]
- 2016年 青山学院大学法務研究科長[4]
- 2019年 早稲田リーガルコモンズ法律事務所顧問[8]、青山学院大学名誉教授[4]
- 2020年 法務省法務・検察行政刷新会議委員[9]

## 研究
- 公設弁護人制度、上訴制度の研究。

## 著書

### 単著
- 『伝聞法則に強くなる』（日本評論社、2019年7月）
- 『わたしたちと裁判（新版）』（岩波書店、2006年10月）
- 『捜査法の論理』（岩波書店、2001年3月）
- 『刑事控訴立法史の研究』（成文堂、1987年5月）

### 共著
- 『刑事法演習』（平川宗信と共編著）（有斐閣、2008年2月）
- 『法科大学院ケースブック刑事訴訟法（第2版）』（加藤克佳、川崎英明、白取祐司、高田昭正、村井敏邦と共著）（日本評論社、2007年4月）
- 『刑事訴訟法（第四版）』（上口裕、安冨潔、渡辺修と共著）（有斐閣、2006年4月）
- 『実務家のための裁判員法入門』（四宮啓、西村健、工藤美香と共著）（現代人文社、2004年12月）
- 『基礎演習刑事訴訟法』（上口裕、安冨潔、渡辺修と共著）（有斐閣、1996年4月）
- 『現代令状実務25講』（村井敏邦と共編著）（日本評論社、1993年10月）

## 主要論文
- 「裁判員制度に伴う上訴の構想｣（一橋法学2巻1号、2003年）
- 「公的弁護制度」（刑事訴訟法の争点（第3版）、2002年）
- 「予備的訴因と訴訟条件」『松尾浩也先生古稀祝賀論文集下巻』（有斐閣、1998年）
- 「「疑わしきは被告人の利益に」ということ」（一橋論叢117巻4号、1997年）
- 「捜査法理論の一つの方法」（法律時報69巻9号、1997年）
- 「取調べ受認義務否定論の展開｣『平野龍一先生古稀祝賀論文集下巻』（有斐閣、1991年）
- 「控訴審における破棄と事実の取調べ」『刑事裁判の復興・石松竹雄判事退官記念論文集』（勁草書房、1990年）
- 「自由心証主義・直接主義と刑事控訴」（千葉大学法経論集2巻2号、1988年）